# さくらあや
さくら あや（1996年9月13日 - ）は、日本の女性プロレスラー、女優。兵庫県神戸市出身。スターダム所属。血液型B型。

## 所属
- スターダム（2023年 - ）

## 来歴

### 女優として
高校生の時、偶然YouTubeで見た大衆演劇に惹かれ、女優を志す。2015年に大阪芸術大学短期大学部舞台芸術コースに進み、在学中には舞台を経験する。舞台とアイドル活動のため19歳で上京。その後ミスiD2020を受賞。2020年からはジャパンアクションエンタープライズの養成部に所属し、アクション女優を目指し女優活動をしていた。

### プロレスラーとして
2023年
- 2月17日、スターダム後楽園ホール大会にてデビューが発表された[3]。デビュー戦の相手に、ワールド・オブ・スターダム王者のジュリアを希望した[4]。

- 3月25日、NEW BLOOD Premiumにてジュリアを相手にデビュー。空手を主体とした攻撃を見せたが、ジュリアの前に敗れた[5]。

- 7月9日から首の怪我により欠場に入る[6]。

2024年
- 3月10日の後楽園ホール大会で復帰[7]。

- 4月12日、『STARDOM in KORAKUEN 2024 Apr.』後楽園ホール大会にて、玖麗さやかと共にトロピカル審査を合格しCOSMIC ANGELS正式加入[8][9][10][11][12]。

- 6月29日、梨杏とのシングルマッチでシングル自力初勝利[13]。

2025年
- 3月19日、Chi Chiを破りセンダイガールズワールドジュニア王座を奪取した[14]。

## 人物
- 女優として岩谷麻優の自伝映画『家出レスラー』主演オーディションに参加しようとしたところ、間違えてスターダム新人オーディションに応募し、プロレスラーとしてのデビューに至った[15]。

## 得意技
各種キック
ハイ、ロー、ミドル
ドロップキック
ニールキック
腕十字固め
三角締め
ダイビングニーアタック
桜花爛漫
三段式ハイキック。
ジャーマン・スープレックス・ホールド

## タイトル歴
センダイガールズプロレスリング
- 第10代センダイガールズワールドジュニアチャンピオン

## 出演

### テレビ番組
- SASUKE（2024年12月25日、TBSテレビ）
- ENJOY!!!ヴァンガろうTV（2025年4月26日 - 6月28日、テレビ愛知/テレビ東京系列）

### テレビドラマ
- 孤独のグルメseason6 第7話（2017年5月20日、テレビ東京）

### 舞台
- 「友情秋桜のバラード2015」（2015年8月） 笠原直美役
- 劇団ガソリーナ 「櫻の園２」再演（2016年11月）
- 「友情秋桜のバラード2017」（2017年8月）看護師マリ役
- 劇団壱劇屋「ピカルーン! 」（2019年8月、2020年2月）アクション部
- 劇団壱劇屋「猩獣-shoju-再々々演」（2019年10月）アクション部
- JAE51期卒業公演（2021年5月）

### MV
- アイイト「公園」